# Arbignieu
Arbignieu è un comune delegato di 483 abitanti del comune di Arboys-en-Bugey situato nel dipartimento dell'Ain della regione del Alvernia-Rodano-Alpi. Fino al 31 dicembre 2015 ha costituito un comune autonomo.

## Società

### Evoluzione demografica
Abitanti censiti